# Jörg Layes
Jörg Layes (* 20. Oktober 1966 in Brilon) ist ein deutscher Autor von Sachbüchern zu verschiedenen Themen, insbesondere im Bereich der Wirtschaft.

## Leben
Jörg Layes besuchte die Regenbogen-Grundschule in Gelsenkirchen-Erle und anschließend die Gesamtschule Berger Feld bis zur gymnasialen Oberstufe.
Er ist seit Anfang der 1990er-Jahre als freiberuflicher Autor tätig. Er veröffentlichte als Co-Autor mehrere Sachbücher, die vor allem im Idsteiner Möwe Verlag erschienen sind, und schrieb zahlreiche Artikel in verschiedenen Print-Medien wie Zeitschriften und Fachzeitschriften. Zu seinen Hauptthemen gehörten dabei u. a. Computer, Geldanlagen, Immobilien, Management, Motivation und Verkauf. Darüber hinaus ist Layes als Ghostwriter tätig und übernimmt auch Lektoratsaufgaben. Er schrieb zudem einige Romane, die er zum Teil unter dem Pseudonym Charles McDean in einem Book-on-demand-Verlag veröffentlichte.
Layes ist bekennendes Mitglied der Scientology-Sekte. So wurde der von Layes damals favorisierte Möwe Verlag immer wieder in Verbindung mit Scientology gebracht, und der Düsseldorfer Immobilienmakler und Unternehmer Klaus Kempe, mit dem zusammen Layes damals zwei Sachbücher über Kempes Verkaufs- und Geschäftsstrategien schrieb und auch später mehrmals öffentlich auftrat, ist bekennender Scientologe.
Von 2010 bis 2020 hat er an der Jerry-Cotton-Heftromanserie mitgearbeitet und rund 120 Romane geschrieben.
Seit 2017 veröffentlicht er Bücher der Schalketown-Reihe, in denen es um den fiktiven Privatdetektiv James Kowalski geht. Schalketown ist ein von Layes geprägter Begriff für Gelsenkirchen.
Jörg Layes lebt und arbeitet in Düsseldorf.

## Veröffentlichungen (Auswahl)

### Sachbücher
Autorenschaft
- Der EDV-Profi. Wie Sie mehr aus Ihrem Spezialwissen machen können. Wie Ihnen am besten der Einstieg in das richtige Computerbusiness gelingt. Wie Sie Ihr Know-how in Richtung finanziellen Erfolg umsetzen können. 1. Auflage. Möwe Verlag, Idstein 1993, ISBN 3-925127-35-6 (mit: Herbert Leitner).
- Gezielt Steuern sparen mit Immobilien. Möwe Verlag, Idstein 1993, ISBN 3-925127-52-6 (mit: Armin Hinz, Dieter Frey, Dieter König, Anja Tiedemann).
- Verkaufserfolge steigern durch den Computer. Welche Vorteile computer aided selling im täglichen Sales-Business heute schon bietet. Möwe Verlag, Idstein 1993, ISBN 3-925127-56-9 (mit: Dieter König).
- Neue Computerlösungen für die Finanzdienstleistungsbranche. Möwe Verlag, Idstein 1994, ISBN 3-925127-58-5 (mit: Dieter König).
- Die Erfolgsampel. Das Geheimnis der Profi-Seller enthüllt! 1. Auflage. Kempe Grundbesitz und Anlagen AG, Düsseldorf 1997, ISBN 3-00-001380-6 (mit: Klaus Kempe).
- Wie verdiene ich durch Immobilien ein Vermögen. Fundierte Strategien. Erprobte Konzepte. Solides Know-how. Kempe Grundbesitz und Anlagen AG, Düsseldorf 1998, ISBN 3-00-003192-8 (mit: Klaus Kempe).

Redaktionelle Mitarbeit
- Ulrich R. Ernst, Anja Tiedemann (Verf.); Jörg Layes (Red. Mitarbeit): Geldanlage und Europa. Welche finanziellen Chancen Europa dem Investor wirklich bietet. Möwe Verlag, Idstein 1993, ISBN 3-925127-55-0.

### Romane
- Diverse Jerry-Cotton-Hefte